# George Gerald King
Pour les articles homonymes, voir King.
George Gerald King (1836 - 1928) est un homme d'affaires et un homme politique canadien du Nouveau-Brunswick.

## Biographie
George Gerald King naît le 11 décembre 1836 à Springfield au Nouveau-Brunswick. 
Libéral, sa carrière politique commence lorsqu'il est élu député fédéral de la circonscription de Queen's le 17 septembre 1878. Il est réélu en 1882, perd en 1887 et 1888, mais retrouve son siège en 1891 puis à nouveau en 1896, cette fois dans la circonscription de Sunbury—Queen's.
Il est ensuite nommé sénateur libéral sur avis de Wilfrid Laurier le 18 décembre 1896 et le reste jusqu'à sa mort meurt le 28 avril 1928.